# 巩州 (唐朝)
巩州，唐朝设置的羁縻州。
仪凤二年（677年）置，治所在今四川省珙县南，属泸州都督府。辖境相当今珙县南部附近地区。天宝初改置因忠郡，乾元初复称巩州。宋朝时，属泸州，后属长宁军。熙宁后废。